# Dagmawit Girmay Berhane
Pour les articles homonymes, voir Berhane.
Dagmawit Girmay Berhane (née le 27 juillet 1975) est une dirigeante sportive éthiopienne, membre du Comité international olympique depuis 2013.